# Zealanapis
Genre
Zealanapis est un genre d'araignées aranéomorphes de la famille des Anapidae.

## Distribution
Les espèces de ce genre sont endémiques de Nouvelle-Zélande.

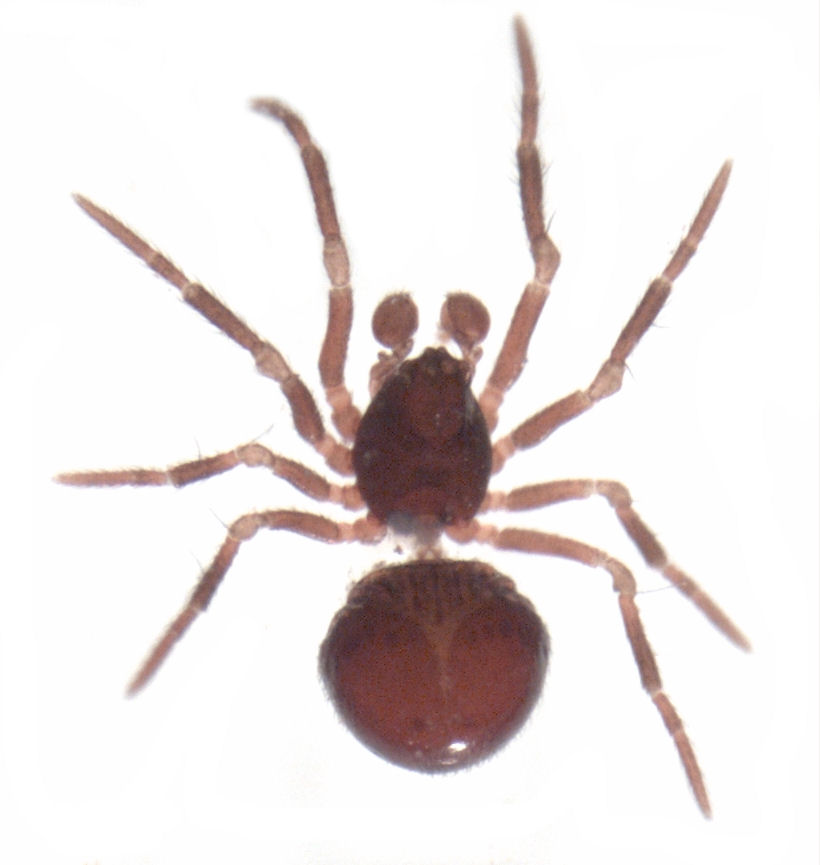
Zealanapis ♂

## Liste des espèces
Selon World Spider Catalog (version 16.0, 14/07/2015) :
- Zealanapis armata (Forster, 1951)
- Zealanapis australis (Forster, 1951)
- Zealanapis conica (Forster, 1951)
- Zealanapis insula Platnick & Forster, 1989
- Zealanapis kuscheli Platnick & Forster, 1989
- Zealanapis matua Platnick & Forster, 1989
- Zealanapis montana Platnick & Forster, 1989
- Zealanapis otago Platnick & Forster, 1989
- Zealanapis punta Platnick & Forster, 1989
- Zealanapis waipoua Platnick & Forster, 1989

## Publication originale
- Platnick & Forster, 1989 : A revision of the temperate South American and Australasian spiders of the family Anapidae (Araneae, Araneoidea). Bulletin of the American Museum of Natural History, no 190, p. 1-139 (texte intégral).